# Ruta Nacional 173 (Argentina)
La Ruta Nacional 173 es una carretera argentina de tierra, que se encuentra al este de la provincia de Santa Fe. En su recorrido de 5,7 kilómetros une la Ruta Nacional 11 en el km 388 y el paraje Puerto Aragón, que se encuentra en la comuna de Barrancas dentro del Departamento San Jerónimo.

## Localidades
Las ciudades y localidades por las que pasa esta ruta de noroeste a sudeste son las siguientes (los cascos de población con menos de 5000 habitantes figuran en itálica).

### Provincia de Santa Fe
Recorrido: 5,7 km (kilómetro 0 a 5,7)
- Departamento San Jerónimo: Barrancas